# Morphogenese
Die Morphogenese (griechisch μορφογενετική, „Entstehung der Form“, siehe auch -genese) bezeichnet die Entwicklung von Organismen, Organen und Organellen sowie anderen Strukturen und Merkmalen im Verlauf der Ontogenese von Lebewesen, darunter Menschen, Tieren, Pflanzen, Prokaryoten und Viren.
Als ein Pionier mathematisch-quantitativer Analysen anlässlich der Morphogenese tierischer Organismen gilt D’Arcy Wentworth Thompson mit seinem 1917 erschienenen Buch „On Growth and Form“. Er zeigte, dass viele Körperformen als Formänderungen eines Koordinatennetzes, welches gleichsam über den Organismus gelegt wird, erklärt werden können und dass häufig recht einfache Wachstumsallometrien wirksam sind, um den Übergang von einer Form zu einer anderen zu erklären. Diese können in der heutigen Zeit als unterschiedlich starke Expression von Entwicklungsgenen entlang eines Gradientengefälles interpretiert und gegebenenfalls näher untersucht werden.
Weiter gehende theoretische Aspekte der Morphogenese und vor allem der Musterbildung können mathematisch mithilfe von Alan Turings Reaktionsdiffusionsgleichung beschrieben werden, siehe Turing-Mechanismus.
Als spezielle Entwicklungsabschnitte der Morphogenese des Menschen im vorgeburtlichen Zustand kann man unterscheiden zwischen
- der Embryogenese, die die Differenzierung der Strukturen von der Eizelle während der Entwicklung des Embryos, und
- der Fetogenese, die die Ausbildung von Organen und anderen Merkmalen beim Fetus beschreibt (Mensch: ab 85. Schwangerschaftstag).

## Weiterführende Literatur
- On Growth and Form. 1917, ISBN 0-486-67135-6. Deutsch: Über Wachstum und Form. In gekürzter Fassung neu hrsg. von John Tyler Bonner. Übersetzt von Ella M. Fountain und Magdalena Neff. Mit einem Geleitwort von Adolf Portmann. Suhrkamp, Frankfurt am Main 1982, ISBN 3-518-28010-4.